# Глейшър (национален парк, Канада)
Глейшър е национален парк в Канада, в провинция Британска Колумбия. Паркът е създаден през 1886 г. и е с площ от 1349 км2. В парка има 400 ледника и няколко уникални пещерни системи. Пещерата Накиму е сред 10-те най-големи пещерни системи в Канада. По-голямата част от парка е заета от голи заснежени планини и лед, но има и обширни области от алпийска тундра. В суровия алпийски климат виреят смърчове, ели и червен кедър. От животните най-разпространени са планинските кози, мармотите, черни мечки и гризли.
Откриването на прохода Роджърс през 1881 г. изиграва важна роля в развитието на парка. Построяването през прохода на трансконтиненталната железница и по-късно на трансканадската магистрала улесняват преминаването на труднодостъпните планини Селкърк и достъпа до парка, който днес привлича хиляди скиори и алпинисти.